# Sin vergüenza
Sin vergüenza é uma telenovela estadunidense-colombiana exibida em 2007 pela Telemundo.

## Elenco
- Gaby Espino.... Renata Sepúlveda
- Ivonne Montero....Mayté Contreras
- Margarita Ortega.... Fernanda Montes
- Paola Toyos....Paloma San Roman
- Javier Gómez....Raymundo Montes
- Diana Quijano....Memé Del Solar
- Salvador del Solar....Julian Gutierrez
- Alejandro de la Madrid....Rafael Valdez
- Jorge Aravena....Esteban Del Rio
- Alfredo Ahnert....Max
- Cristóbal Lander....Cristóbal
- Jose Julian Gaviria....Vicente
- Luis Ernesto Franco....Kike
- Lady Noriega....Silvia Sepúlveda
- Natalia Giraldo....Teresa